# Солмонские руины

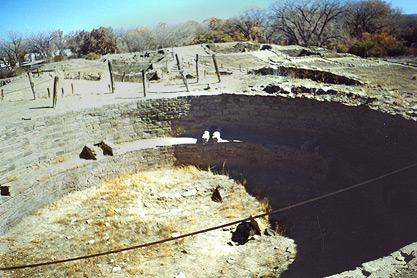
Башня-кива среди Солмонских руин

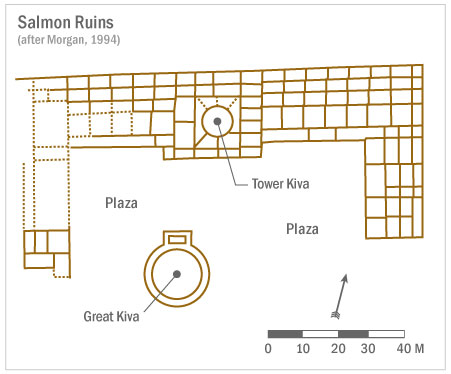
План Солмонских руин, Morgan, 1994.

Солмонские руины (англ. Salmon Ruins) расположены на крайнем северо-западе американского штата Нью-Мексико. Здесь когда-то находилось крупное сооружение цивилизации чакоанских анасази, возведённое около 1100 года н. э. Комплекс состоял из примерно 150 помещений, вкопанных в землю, расположенных в виде D-образного профиля, поверх которых располагалось ещё до 100 помещений. Позднее комплекс был перестроен, а в конце XIII века — покинут.
Комплекс находится на северном берегу реки Сан-Хуан, к западу от города Блумфилд в штате Нью-Мексико, и примерно в 72 км к северу от Пуэбло-Бонито в Чако-Каньоне. Памятник расположен на аллювиальной террасе над руслом реки.
Датировка по древесным кольцам показывает, что основное здание Солмонских руин было сооружено за семилетний период, с 1088 по 1095 год. План Солмонских руин весьма напоминает близлежащие «Ацтекские руины». Поселение было покинуто чакоанскими племенами около 1150 года и позднее вновь заселено сан-хуанскими анасази, происходившими из области Меса-Верде.
В 1250 году масштабный пожар уничтожил значительную часть сооружений. Погибло большое количество детей и одна женщина, когда рухнула крыша кивы, на которой они стояли, спасаясь от огня, в результате чего все они сгорели. Ещё один крупный пожар в 1270 году уничтожил большую киву и многие сооружения. Вскоре после этого поселение было покинуто.
В 1970 году памятник включён в Национальный реестр исторических памятников США.